# Lions de Genève
Die Lions de Genève (deutsch: Genfer Löwen) sind eine Schweizer Basketballmannschaft aus Genf.

## Geschichte
Die Mannschaft entstand 2010 durch eine Zusammenlegung der Genève Devils mit MGS Grand-Saconnex. Die Devils gab es zuvor seit dem Jahr 2000.
In den Spielzeiten 2012/13, 2014/15 und 2024/25 wurden die Löwen jeweils Schweizer Meister und Pokalsieger.
Am Ende der Saison 2021/22 trat Imad Fattal nach zwölfjähriger Amtszeit als Vereinsvorsitzender zurück, er wurde von Oggie Kapetanovic abgelöst.

### Erfolge
- Schweizer Meister 2013, 2015, 2025
- Schweizer Pokalsieger 2014, 2017, 2021,[6] 2025
- Schweizer Ligapokalsieger 2013, 2015, 2019, 2021[7]
- Schweizer Supercup 2017, 2018, 2019[8]